# Этерскел мак Аэда
Этерскел мак Аэда (др.‑ирл. Eterscél mac Áeda; умер в 778) — король Уи Хеннселайг (Южного Лейнстера) в 770—778 годах.

## Биография
Этерскел был сыном погибшего в 738 году Аэда мак Колггена, который не только правил Уи Хеннселайг, но и был королём всего Лейнстера. Септ, выходцем из которого был Этерскел, назывался Сил Хормайк.
В 770 году Этерскел мак Аэда поднял мятеж против короля Кеннселаха мак Брайна. Во время этого междоусобия Кеннселах погиб в сражении, а Этерскел овладел властью над Уи Хеннселайг. В списке королей Уи Хеннселайг, сохранившемся в «Лейнстерской книге», он ошибочно наделён всего четырьмя годами правления.
Король Этерскел мак Аэда скончался в 778 году. Его преемником на престоле Уи Хеннселайг был Кайрпре мак Лайдкнен.